# Теплота кристалізації
Теплота кристалізації (англ. heat of crystallization, нім. Krsstallisationswärme f) — зміна теплоти (ентальпії) при ізотермічно-ізобарному переході речовини з рідкого чи газового стану у кристалічний. Кількісно дорівнює теплоті плавлення.

## Інтернет-ресурси
- CONTACT EQUILIBRIUM PROCESSES